# Авионика

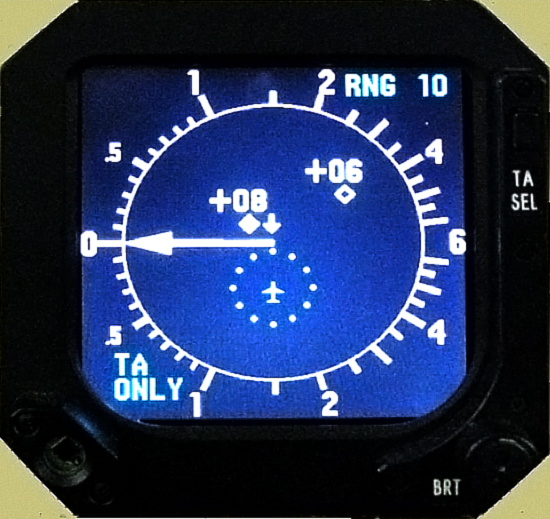
Индикатор системы предупреждения столкновений самолётов в воздухе (TCAS)

Авио́ника (от авиация и электроника) — заимствованный англоязычный термин, обозначающий совокупность электронных систем (в основном пилотажно-навигационных), устанавливаемых на борту воздушного судна.
В Военно-воздушных силах РФ исторически сложилось чёткое деление бортового оборудования летательных аппаратов (ЛА) на бортовое радиоэлектронное оборудование (БРЭО; для своей работы оно излучает и/или принимает радиоволны) и авиационное оборудование (АО; большинство систем АО тоже содержат в своём составе электронные компоненты, но во время своей работы не используют радиоволны). На борту военных летательных аппаратов также присутствуют системы авиационного вооружения (АВ), которые в большинстве содержат электронные узлы, но являются отдельным видом оборудования.
В гражданской авиации России системы АО и РЭО объединены и обслуживаются специалистами по АиРЭО.

## Понятия о конструкции летательного аппарата
В соответствии с Наставлением по Инженерно-авиационному обеспечению авиации Вооружённых Сил НИАО-90., ст. 233, в состав самолёта входят:
- планер и его системы,
- двигатель и его системы,
- бортовое оборудование.

Далее, ст. 234: В состав бортового оборудования самолета входят:
- авиационное вооружение,
- авиационное оборудование,
- радиоэлектронное оборудование,
- бортовые комплексы, бортовые комплексные системы.

Ст.235. Бортовое оборудование состоит из бортовых систем и бортовых устройств.
Бортовое устройство — функционально законченная сборочная единица, включающая блоки, приборы, агрегаты и реализующая какую-либо частную техническую задачу.
Бортовая система — совокупность функционально связанных устройств, блоков, агрегатов, предназначенных для решения одной или нескольких частных задач.
В соответствии с Наставлением по Инженерно-авиационному обеспечению авиации Вооружённых Сил, к бортовым системам летательного аппарата относятся:
Авиационное оборудование, в составе (ст. № 325 НИАО-90):
- электрооборудование;
- электрические и электронные системы и устройства управления силовыми установками;
- электронная автоматика авиационного оборудования;
- приборное оборудование;
- кислородное оборудование;
- защитное снаряжение летчика;
- фотографические и тепловые средства разведки и поиска;
- специальные (нерадиотехнические) средства поиска подводных лодок;
- бортовые средства автоматизированного контроля;
- бортовые устройства регистрации полетных данных общего назначения.

Радиоэлектронное оборудование, в составе (ст. № 371 НИАО-90):
- комплексы и системы радиосвязи;
- радиотехнические системы навигации, самолетовождения и посадки;
- радиоэлектронные системы бомбометания и десантирования;
- радиоэлектронные системы управления, наведения и целеуказания;
- радиоэлектронные комплексы и системы поиска и обнаружения воздушных целей и подводных лодок, прицеливания и управления авиационным вооружением;
- системы радиолокационного опознавания и активного ответа;
- комплексы и системы радиоэлектронной разведки;
- электронные средства радиационной разведки;
- комплексы и системы радиоэлектронной борьбы;
- электронные вычислительные средства радиоэлектронного оборудования;
- радиоаппаратура поисково-спасательных систем

Системы авиационного вооружения (ст. № 304 НИАО-90): авиационное артиллерийское оружие, установки авиационного вооружения, системы управления авиационным вооружением, система обороны самолета, авиационные прицельные (прицельно — навигационные) системы, средства авиационного вооружения, авиационные средства обеспечения применения вооружения.
Бортовые комплексы.
Ст. № 395. Бортовой комплекс — совокупность функционально связанных бортовых комплексных систем, бортовых систем и устройств, объединенных общими алгоритмами и центральными вычислительными системами, предназначенных для решения одной или нескольких задач различными способами.
Ст. № 396. Бортовая комплексная система — совокупность функционально связанных бортовых систем и устройств, объединенных единым алгоритмом, предназначенных для решения одной задачи одним или несколькими различными способами.

## История
(При написании данного раздела использовалась информация из книги: «Авиационное оборудование» / под ред. Ю. П. Доброленского. — М.: Военное издательство, 1989. — 248 с. — ISBN 5-203-00138-3.)
На первых самолётах лётчик осуществлял полёт только на основе собственных ощущений — зрительных, тактильных, слуховых.
По мере усложнения самолетов и их моторов в кабинах стало появляться разнообразное оборудование, помогающее лётчику выполнять полёт. Одними из первых приборов были указатель скорости и указатель высоты полёта, затем появились приборы дистанционного контроля работы двигателей: тахометр, указатель давления масла, указатель количества бензина.
Полёты в облаках, без видимости наземных ориентиров и линии горизонта потребовали разработки приборов — авиагоризонта и указателя поворота. Для связи с землёй на борт стали устанавливать радиоприёмники и передающие (как тогда говорили — передаточные) радиостанции. Всё это оборудование потребовало разработки более сложных и мощных бортовых источников энергии (см. ст. Бортовая система электроснабжения летательных аппаратов).
Процесс увеличения числа и разнообразия элементов оборудования самолётов шёл параллельно с развитием авиации и усложнением задач, выполняемых ею.
Усложнение бортового оборудования самолётов потребовало отдельного обучения авиационных специалистов узкого профиля, которые готовили к применению в полёте всё это оборудование. Так появились авиационные механики и авиационные техники по обслуживанию и ремонту бортового электрооборудования, приборов и радио, и которое в то время объединялось одним термином — спецоборудование.
В это время в авиационных частях ещё не существовало отдельной службы по спецоборудованию. Инженеров для научно-испытательных учреждений, а также преподавателей авиационных училищ по спецоборудованию с 1923 года готовили в Академии Воздушного Флота имени Н. Е. Жуковского на кафедре «Электрорадиотехника», входившей в состав единственного тогда инженерного факультета.

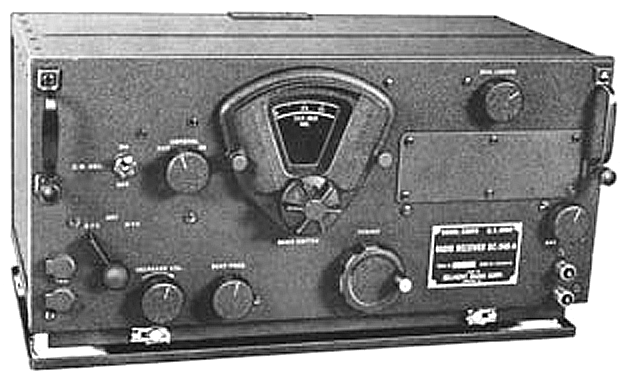
Американский бортовой авиационный радиоприёмник BC-348, в СССР производился под наименованием УС-9

В результате проводившихся накануне второй мировой войны реформ в 1938 году в ВВС Красной Армии создаётся инженерная авиационная служба (ИАС) по спецоборудованию. В штаты частей вводится должности инженеров по спецоборудованию, на которых замыкаются все узкие специалисты про радио, приборам, электрике и навигации.
28 ноября 1938 года при Ейском Военно-морском авиационном училище им. И. В. Сталина были созданы Курсы специальных служб Морской авиации. Это было первое в СССР учебное заведение авиации, готовившее инженеров-механиков, инженеров-электриков, инженеров по радио и синоптиков. 11 мая 1940 года курсы были преобразованы в Военно-морское авиационное училище спецслужб и перебазировано в город Сортавала (в дальнейшем было сформировано Рижское высшее военное авиационное инженерное училище имени Якова Алксниса)
В апреле 1941 года в Военно-воздушной академии РККА им. профессора Жуковского был создан факультет по специальности «Электроспецоборудование самолётов». Аналогичный факультет был создан в Ленинградской ВВА им. Можайского.
В годы Великой Отечественной войны произошёл качественный рывок в развитии авиации, повлёкший за собой значительное усложнение бортового оборудования самолётов. В авиационных объединениях впервые вводятся должности инженеров по радиооборудованию.
В послевоенные годы происходит интенсивное развитие самолётов, двигателей (уже реактивных) и их систем. Это потребовало в 50-х годах официального разделения специальности «Спецоборудование» на «Радиоэлектронное оборудование» (РЭО) и «Авиационное оборудование» (АО), и создания соответствующих структур в частях и подразделениях ВВС.
Если в годы ВОВ радиооборудование самолётов было представлено в основном двумя системами — это связные радиостанции и радиокомпасы, то в следующее десятилетие получили развитие такие технически сложные изделия, как радиолокационные прицелы и баллистические вычислители, радиовысотомеры и радиодальномеры, системы слепой посадки и самолётовождения, системы опознавания государственной принадлежности и др.

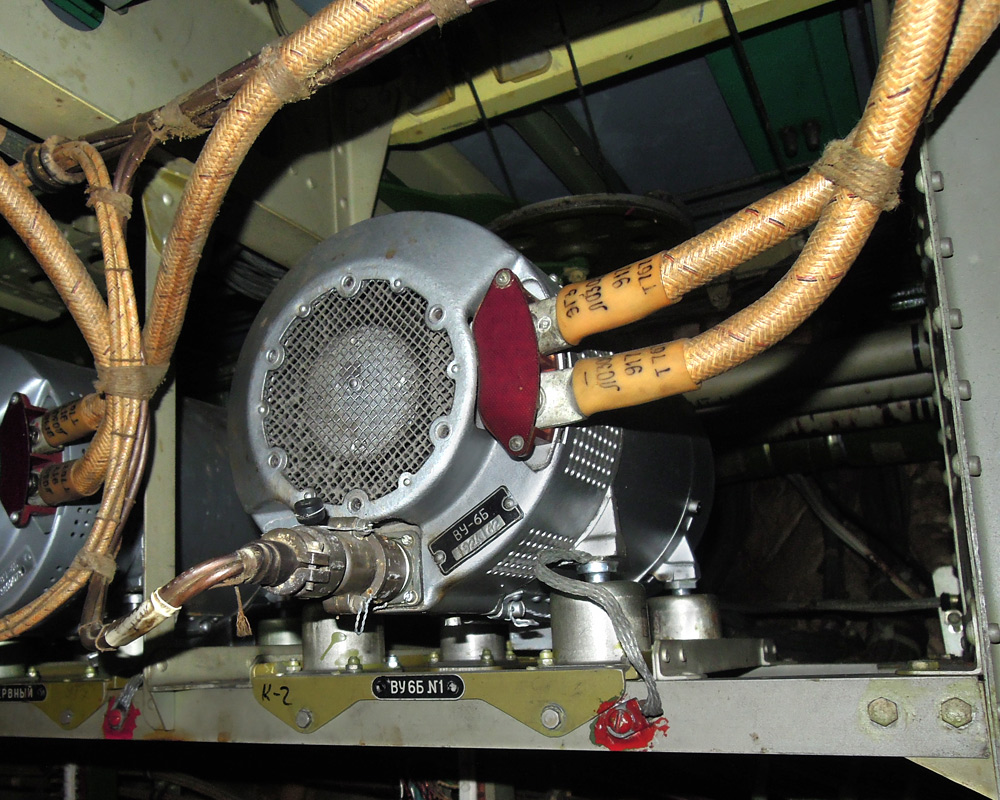
Выпрямительное устройство ВУ-6Б подсистемы электроснабжения постоянным током в техническом отсеке самолёта Ту-154

В эти же годы появляется первые бортовые счётно-решающие устройства, такие как вычислители стрельбы из бортового оружия, автоматически просчитывающие в реальном времени углы упреждения, рассогласование между визиром прицела и стволами оружия. На бомбардировщиках появляются ламповые навигационные вычислители (счислители пути). Происходит окончательная специализация наземного обслуживающего персонала по специальностям: «Самолёт и двигатель», «Авиационное вооружение», «Авиационное оборудование» и «Радиоэлектронное оборудование».

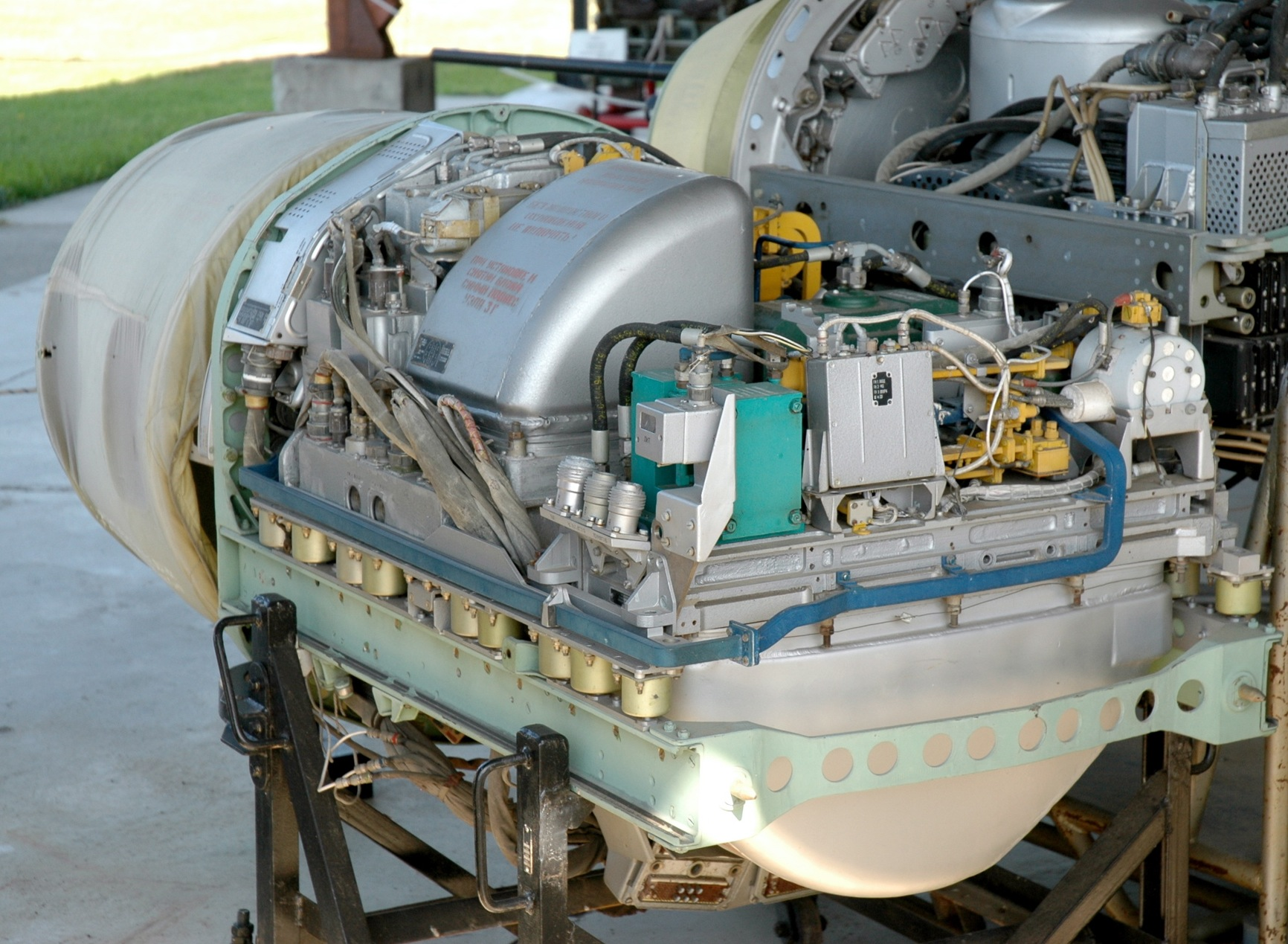
Бортовая радиолокационная станция «Сапфир-23» истребителя МиГ-23

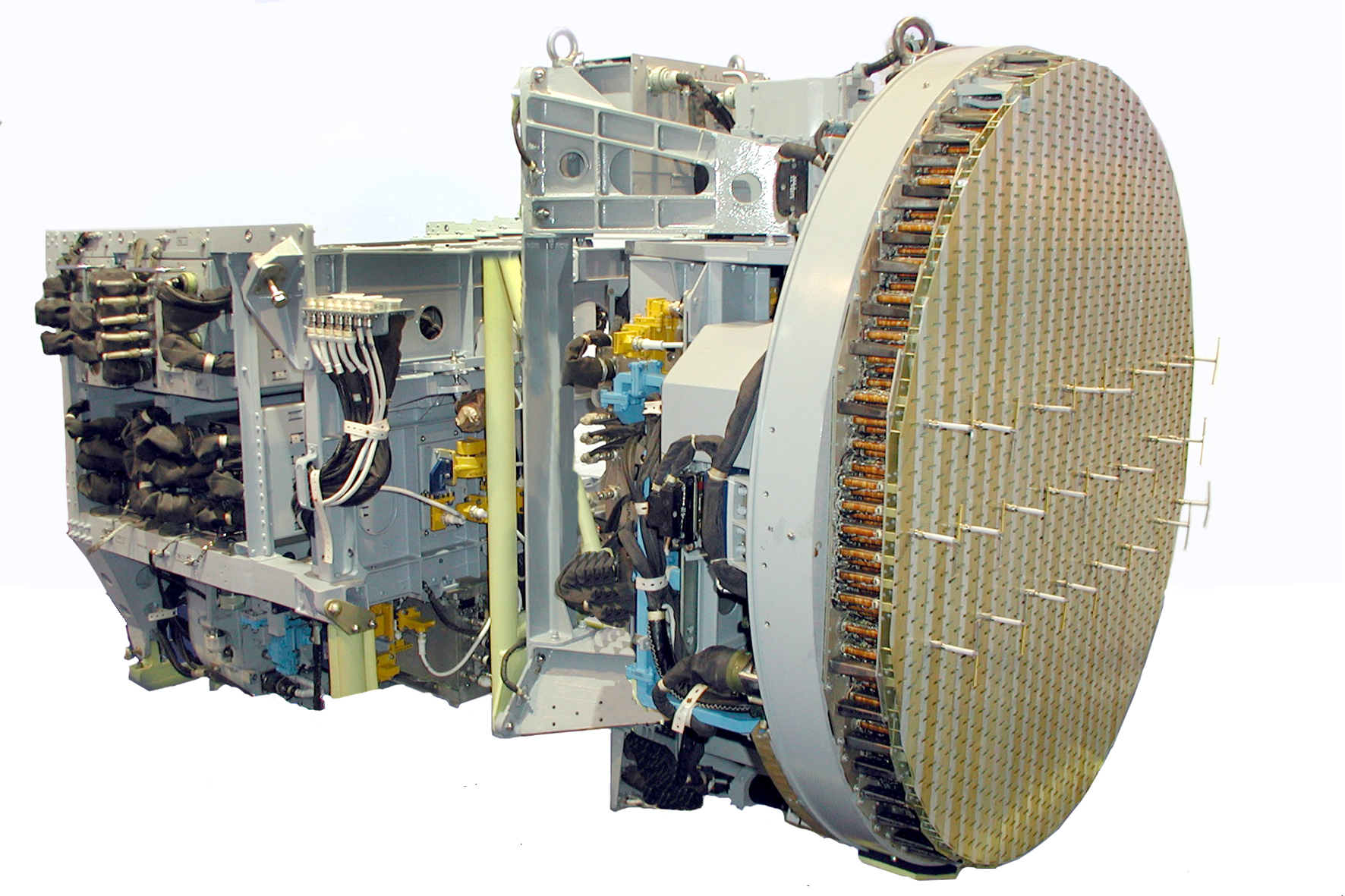
Бортовая радиолокационная станция «Н011 Барс» самолёт Су-30

В связи с тем, что на пассажирских воздушных судах бортовое оборудование значительно проще по составу, по сравнению с летательными аппаратами военного назначения, в гражданской авиации разделения на отдельные службы по АО и РЭО не произошло (а систем авиационного вооружения на борту нет, что вполне естественно). В системе «Аэрофлота», а затем и в коммерческих авиакомпаниях РФ весь инженерно-технический персонал работает по двум основным специальностям — это «Самолёт и Двигатель» (С и Д) и «Авиационное и Радиоэлектронное оборудование» (А и РЭО), что в принципе соответствует термину «Авионика».
Сам термин авионика появился в странах Запада в начале 1970-х годов. К этому моменту уровень развития бортовой электроники достиг такого технологического уровня, что внедрился практически во все системы летательных аппаратов.
С массовым появлением в эксплуатации в России коммерческих самолётов иностранного производства (и с их регламентом технической эксплуатации) специалистов по А и РЭО стали называть авиониками.
Постепенно стоимость систем бортовой электроники (авионики) стала составлять бо́льшую часть общей стоимости нового летательного аппарата. К примеру, для истребителей типа F-15E и F-14 стоимость авионики составляет около 80 % от общей стоимости самолёта.

## Стандарты
Приведены некоторые нормативные документы, исключительно для примера (все нижеприведённые стандарты действующие по состоянию на 2025 год):
- ГОСТ 18977-79 — «Комплексы бортового оборудования самолётов и вертолётов. Типы функциональных связей. Виды и уровни электрических сигналов». Советский ГОСТ, устанавливает границы параметров электрических сигналов для аналоговых, цифровых и аналого-цифровых бортовых систем и комплексов.
- ГОСТ 19186-81 — «Доски приборные кабин самолетов с двумя летчиками. Требования к компоновке и установке приборных досок летчиков». Данный ГОСТ устанавливает требования к компоновке средств отображения информации и средств управления на приборных досках летчиков кабин самолетов и тренажеров.
- ГОСТ 22837-77 — «Оборудование самолетов и вертолетов пилотажно-навигационное бортовое. Термины и определения». Данный ГОСТ упорядочивает терминологию в части касающейся пилотажно-навигационного оборудования.
- ГОСТ 27626-88. «Лицевые части авиационных индикаторов и приборов. Общие эргономические требования».
- ГОСТ Р 50782-95 — «Аппаратура бортовая системы передачи сигналов оповещения с космических аппаратов. Параметры сигналов радиолинии».
- ГОСТ Р 51302-99. «Приемное бортовое устройство радиомаячной системы инструментального захода летательных аппаратов на посадку сантиметрового диапазона волн. Общие технические требования».
- ГОСТ Р 54073-2017. «Системы электроснабжения самолетов и вертолетов. Общие требования и нормы качества электроэнергии».
- и т. д.

## Интерфейсы

### Стандарты обмена данными
- ADN
- AFDX[англ.]
- ARINC 429
- ARINC 664
- ARINC 629
- ARINC 708[англ.]
- ARINC 717[англ.]
- MIL-STD-1553
- SpaceWire
- 847АТ — первый отечественный интерфейс[2], разработан в середине 1960-х для обмена информацией между цифровыми и аналоговыми устройствами на борту самолёта. Ограниченно применяется в 21 веке.

### Конструктивы
- PC/104
- PC/104Plus
- MicroPC

### Шины расширения
- VMEbus